# エーリッヒ・ボルフマイヤー
エーリッヒ・ボルフマイヤー (Erich Borchmeyer、1905年1月23日- 2000年8月17日)は、ドイツの陸上競技選手。1932年ロサンゼルスオリンピックの銀メダリストである。

## 経歴
ボルフマイヤーは、1932年ロサンゼルスオリンピックでは200mと4×100mリレーに出場。200mは準決勝敗退に終わったが、4×100mリレーには、エーリッヒとヘルムート・ケーニヒ、フリードリッヒ・ヘンドリックス、アルトゥール・ヨナートとともに出場し、アメリカに次いで銀メダルを獲得した。
ボルフマイヤーは1934年の第1回ヨーロッパ陸上選手権の100mでは銀メダル、4×100mリレーでは金メダルを獲得。
1936年の母国で開催されたベルリンオリンピックでは、100mで5位に終わったものの、4×100mリレーでは、ヴィルヘルム・ライヒュム、エルヴィン・ギルマイスター、ゲルト・ホルンベルガーとともに、アメリカ、イタリアに次いで銅メダルを獲得した。